# 터그 놀이
터그놀이란 반려견이 물고 있는 장난감을 좌우로 당겨주며 반려견과 놀아주는 놀이다. 실내에서 생활하는 개는 에너지를 소비할 수 있다. 다만 뻣뻣하고 단단한 장난감은 반려견의 입을 다치게 할 수 있으므로 유연한 장난감을 준비하고 위 아래로 잡아당길 경우 반려견의 척추가 다칠 수 있다.

## 주의
놀이를 진행하다 개가 실수로 주인의 손을 물었다면 놀이를 중단하고 자리를 떠나야한다. 터그놀이에서 장난감을 내주면 반려견이 반려인에게 복종하지 않는다는 주장이나 터그놀이가 공격성을 높인다는 주장은 근거가 없는 오해다.